# Siero
Siero – miasto w Hiszpanii, w regionie Asturia. W 2007 liczyło 50 230 mieszkańców. Miasto partnerskie Żyrardowa (mazowieckie, Polska).